# Svijet glamura (album)
Svijet glamura sedmi je studijski album zagrebačkog punk rock sastava Hladno pivo. Album je 2011. godine objavila diskografska kuća Menart Records.

## Popis pjesama
1. "Svijet glamura" - 3:22
2. "Ima da te lajkam" - 3:18
3. "Fotoaparat" - 3:08
4. "Premali grad" - 3:37
5. "Evo mene na ručku" - 3:25
6. "Pravo ja" - 3:37
7. "Kirbaj i kotlovina" -3:41
8. "Može" - 3:39
9. "Lift" - 3:30
10. "Bilo koji broj" - 3:31
11. "Slobodni pad" - 3:30
12. "Ezoterija" - 4:31

## Izvođači
- Milan Kekin - Mile (vokal)
- Zoran Subošić - Zoki (gitara)
- Mladen Subošić - Suba (bubnjevi)
- Krešimir Šokec - Šoki (bas-gitara)
- Milko Kiš - Deda (klavijature)
- Stipe Mađor-Božinović (truba)

## Vanjske poveznice
- Službena stranica Hladnog piva  Arhivirana inačica izvorne stranice od 23. lipnja 2011. (Wayback Machine)